# Bijbelsoftware
Bijbelsoftware is software waarmee men minstens een Bijbelvertaling op de computer kan gebruiken. Met sommige Bijbelsoftware kan men een aantal Bijbelvertalingen en grondteksten lezen of doorzoeken, met daarnaast commentaren, woordenboeken en andere referentiewerken, mogelijkheden tot het bijhouden van notities, en eventueel grammatica- of andere tools.

## Geschiedenis

### Beginperiode
De eerste Bijbelsoftwareprogramma's dateren uit 1985-1986. Deze programma's zijn nagenoeg allemaal van Amerikaanse herkomst en gebaseerd rondom een public domain ASCII-tekst van de King James Version.
Van grote invloed was het programma Online Bible van de Canadees Larry Pierce, dat in 1987 met een eerste versie verscheen, toen nog voor MS DOS. In tegenstelling tot wat de naam doet vermoeden, is er geen internetverbinding nodig om de Online Bible te gebruiken. Pierce bedoelde met deze naam dat de gebruiker zijn bijbel op het computerbeeldscherm "online" heeft. Onder de titel "Omni Deo Gloria" moedigde Pierce iedere gebruiker aan om in de eerste maand van ontvangst een tweetal kopieën van de diskettes te maken en door te geven aan vrienden. Pierce, zelf wiskundige, had berekend dat wanneer iedereen dit zou doen, de gehele computerwereld binnen vijf jaar een bijbel op de pc zou hebben staan. Ook de Online Bible was aanvankelijk op de King James Version gebaseerd. Omdat de public domain ASCII-tekst vol fouten zat, begon Pierce een corrigeerproces op basis van de Authorised Version van 1776. In 1991 won Pierce een prijs voor de kwaliteit van de database die hij had ontwikkeld. Sharp Electronics in Japan had berekend dat de door Pierce ontwikkelde database voor 99,995% overeenkwam met de gedrukte King James uit 1776. Hiermee was dit de nauwkeurigste database van deze King James-uitgave.
Online Bible-activiteiten bereikten Europa in 1990, toen in het Verenigd Koninkrijk de Online Bible Foundation opgericht, en voor het continent de Stichting Publishare in Nederland.
Mettertijd kwamen ook andere programma's beschikbaar, zoals SeedMaster, the Way, GodSpeed, e.a.
De eerste Nederlandstalige Bijbelsoftware werd uitgegeven in 1988. Het Rotterdamse bedrijf AND ontwikkelde een cd-rom voor verkoop via het warenhuis V&D, waarop ook drie Nederlandse Bijbelvertalingen beschikbaar waren: de (Statenvertaling 1977, de NBG-vertaling 1951 en de Groot Nieuws Bijbel). Later werd dit programma ook los op diskette beschikbaar gemaakt en werd er voor de Katholieke Bijbelstichting een variant ontwikkeld met de Willibrordvertaling (editie 1978).
In 1991 kwam bij Stichting Publishare de Statenvertaling (Jongbloed-editie) beschikbaar in het Online Bible formaat (als freeware) en bij Uitgeverij Medema de zogenaamde Computerbijbel (commercieel). In 1992 kwam de NBG-vertaling 1951 beschikbaar in het Online Bible formaat (commercieel) en enkele maanden later ook in de Computerbijbel.
In 1992 verscheen de Nieuwe-Wereldvertaling — Met verwijsteksten, op diskette voor het publiek en sinds 1995 bestaat deze op cd-rom.

### Internettijdperk
Toen rond 1995 het internet bekend werd bij het publiek, ontstond er een nieuwe ontwikkeling: er kwamen veel initiatieven om de Bijbel ook op het internet te zetten. (In Nederland onder andere op de website van de Evangelische Omroep.) Ook in dit geval werd er gesproken van Online Bijbels, waardoor er wat naamsverwarring ontstond tussen de merknaam Online Bijbel van Larry Pierce en de bijbels die op websites kunnen worden geraadpleegd.
Andere Nederlandse Bijbelsoftwareprogramma's zijn: Search the Scriptures (ST), gevolgd door een volgende uitgave onder de naam Solas Scriptura (Statenvertaling met Kanttekeningen), Beeldscherm Bijbel, Multi-Medema Bijbel.
Vermeldenswaard is ook de zeer specialistische uitgave van het programma Quest door het Nederlands Bijbelgenootschap in samenwerking met de Vrije Universiteit Amsterdam, dat met name bedoeld was om de Hebreeuwse tekst te bestuderen. Dit is in de praktijk inmiddels grotendeels ingehaald door BibleWorks for Windows.
In 2005 verschenen de 17 delen van het Nieuwe Testament van de Studiebijbel van het Centrum voor Bijbelonderzoek in een softwareapplicatie, waarin onder meer vier Griekse tekstedities (met vertaling), woordstudies, tekstuitleg en achtergrondartikelen zijn opgenomen.
Moderne gratis Bijbelsoftware is onder andere e-Sword, geschreven door Rick Meyers, TheWord, door Costas Stergiou. Voor Macintosh is vooral het commerciële programma Accordance, van Oak Tree Software, bekend.